# ئی‌ام‌دی ئی۹
ئی‌ام‌دی ئی۹ (انگلیسی: EMD E9) یک لوکوموتیو دیزلی ساخت شرکت جنرال موتورز الکترو-موتیو دیویژن بوده است.
این لوکوموتیو که مابین سال‌های ۱۹۵۴ تا ۱۹۶۴ تولید می‌شده دارای ۱۲ سیلندر، ۲۴۰۰ اسب بخار توان خروجی و ۱۸۸ کیلومتر در ساعت سرعت نهایی بوده است.